# 2019-es férfi kézilabda-világbajnokság
A 2019-es férfi kézilabda-világbajnokságot Dánia és Németország közösen rendezte január 10. és 27. között. Ez volt az első olyan férfi kézilabda-világbajnokság, amelyet egynél több ország rendezett meg.
A tornán első alkalommal vett részt közös csapattal Dél- és Észak-Korea.
Az argentin válogatott 39 éves beállója, Gonzalo Carou a tizedik világbajnokságán lépett pályára, ezzel új rekordot állított fel a sportág történetében.
A világbajnokságot Dánia nyerte, története során először, miután a döntőben Norvégia válogatottjánál 31–22 arányban jobbnak bizonyultak. A bronzmérkőzésen Franciaország 26–25-re győzte le Németországot. A magyar válogatott a 10. helyen végzett.

## Helyszínek
A mérkőzéseket az alábbi 6 helyszínen játszották.
| Koppenhága       | Herning          | Berlin              |
| ---------------- | ---------------- | ------------------- |
| Royal Arena      | Jyske Bank Boxen | Mercedes-Benz Arena |
| Férőhely: 13 700 | Férőhely: 15 000 | Férőhely: 14 800    |
|                  |                  |                     |

| Herning Koppenhága | Hamburg Berlin München Köln |

| Köln             | München          | Hamburg           |
| ---------------- | ---------------- | ----------------- |
| Lanxess Arena    | Olympiahalle     | Barclaycard Arena |
| Férőhely: 19 250 | Férőhely: 12 000 | Férőhely: 13 300  |
|                  |                  |                   |

## Résztvevők
A tornán 24 nemzet válogatottja vett részt. Ebből 2 rendező, 1 címvédő, 11 kontinenstornákról és 9 az európai selejtezőkből jutott ki, 1 szabadkártyát kapott.
| Ország          | Kvalifikáció joga                      | Kvalifikáció ideje | vb-részvételek száma |
| --------------- | -------------------------------------- | ------------------ | -------------------- |
| Dánia           | Rendező                                | 2013. október 28.  | 22                   |
| Németország     | Rendező                                | 2013. október 28.  | 23                   |
| Franciaország   | 2017-es világbajnokság, győztes        | 2017. január 29.   | 21                   |
| Szaúd-Arábia    | 2018-as Ázsia-bajnokság, elődöntős     | 2018. január 23.   | 8                    |
| Katar           | 2018-as Ázsia-bajnokság, elődöntős     | 2018. január 23.   | 6                    |
| Dél-Korea       | 2018-as Ázsia-bajnokság, elődöntős     | 2018. január 23.   | 11                   |
| Bahrein         | 2018-as Ázsia-bajnokság, elődöntős     | 2018. január 24.   | 2                    |
| Tunézia         | 2018-as Afrika-bajnokság, döntős       | 2018. január 25.   | 13                   |
| Egyiptom        | 2018-as Afrika-bajnokság, döntős       | 2018. január 25.   | 14                   |
| Angola          | 2018-as Afrika-bajnokság, harmadik     | 2018. január 27.   | 3                    |
| Spanyolország   | 2018-as Európa-bajnokság, győztes      | 2018. január 28.   | 19                   |
| Japán           | Szabadkártya                           | 2018. május 9.     | 14                   |
| Oroszország     | Európai selejtező                      | 2018. június 12.   | 12                   |
| Norvégia        | Európai selejtező                      | 2018. június 12.   | 14                   |
| Észak-Macedónia | Európai selejtező                      | 2018. június 13.   | 5                    |
| Magyarország    | Európai selejtező                      | 2018. június 13.   | 19                   |
| Svédország      | Európai selejtező                      | 2018. június 13.   | 23                   |
| Ausztria        | Európai selejtező                      | 2018. június 13.   | 5                    |
| Izland          | Európai selejtező                      | 2018. június 13.   | 19                   |
| Horvátország    | Európai selejtező                      | 2018. június 14.   | 12                   |
| Szerbia         | Európai selejtező                      | 2018. június 14.   | 3                    |
| Brazília        | 2018-as Pánamerika-bajnokság, döntős   | 2018. június 23.   | 13                   |
| Argentína       | 2018-as Pánamerika-bajnokság, döntős   | 2018. június 23.   | 11                   |
| Chile           | 2018-as Pánamerika-bajnokság, harmadik | 2018. június 24.   | 4                    |

### A magyar csapat
A magyar válogatott a szlovénok elleni pótselejtezős-párharc megvívását követően harcolta ki a világbajnoki részvétel jogát. Az adatok a torna előtti állapotnak megfelelőek. A svédek elleni utolsó csoportmérkőzés előtt a keretben két csere történt, a sérült Ancsin Gábort és Imán Dzsamálit Máthé Dominik és Schuch Timuzsin váltotta a keretben. A középdöntők előtt Császár Gábor helyett Szita Zoltán került be a keretbe.
| #                     | Poszt      | Név              | Kor                            | Magasság | Vál. | Gól | Klub                  |
| --------------------- | ---------- | ---------------- | ------------------------------ | -------- | ---- | --- | --------------------- |
| 2                     | beállós    | Sipos Adrián     | 1990. március 8. (35 éves)     | 1.98 m   | 8    | 10  | Grundfos Tatabánya KC |
| 3                     | balátlövő  | Ilyés Ferenc     | 1981. december 20. (43 éves)   | 1.98 m   | 219  | 509 | Grundfos Tatabánya KC |
| 6                     | irányító   | Juhász Ádám      | 1996. június 6. (28 éves)      | 1.83 m   | 30   | 66  | Grundfos Tatabánya KC |
| 7                     | irányító   | Császár Gábor    | 1984. június 16. (40 éves)     | 1.86 m   | 238  | 837 | Kadetten Schaffhausen |
| 9                     | jobbátlövő | Balogh Zsolt     | 1989. március 29. (35 éves)    | 1.89 m   | 47   | 123 | Pick Szeged           |
| 11                    | balátlövő  | Ligetvári Patrik | 1996. február 13. (29 éves)    | 2.01 m   | 30   | 18  | CB Ademar León        |
| 12                    | kapus      | Székely Márton   | 1990. január 2. (35 éves)      | 1.95 m   | 29   | 0   | Grundfos Tatabánya KC |
| 13                    | balszélső  | Bóka Bendegúz    | 1993. október 2. (31 éves)     | 1.95 m   | 13   | 26  | Balatonfüredi KSE     |
| 16                    | kapus      | Mikler Roland    | 1984. szeptember 20. (40 éves) | 1.90 m   | 190  | 0   | Telekom Veszprém      |
| 19                    | jobbátlövő | Nagy László      | 1981. március 3. (44 éves)     | 2.08 m   | 201  | 732 | Telekom Veszprém      |
| 22                    | balátlövő  | Imán Dzsamáli    | 1991. október 11. (33 éves)    | 2.00 m   | 32   | 80  | Telekom Veszprém      |
| 27                    | beállós    | Bánhidi Bence    | 1995. február 9. (30 éves)     | 2.06 m   | 54   | 128 | Pick Szeged           |
| 33                    | jobbátlövő | Ancsin Gábor     | 1990. november 27. (34 éves)   | 2.02 m   | 105  | 214 | Ferencvárosi TC       |
| 39                    | balátlövő  | Bodó Richárd     | 1993. március 13. (32 éves)    | 2.03 m   | 53   | 157 | Pick Szeged           |
| 47                    | jobbszélső | Hornyák Péter    | 1995. október 4. (29 éves)     | 1.75 m   | 25   | 34  | Balatonfüredi KSE     |
| 66                    | irányító   | Lékai Máté       | 1988. június 16. (36 éves)     | 1.90 m   | 124  | 331 | Telekom Veszprém      |
| Tartalékként behívott |            |                  |                                |          |      |     |                       |
| 5                     | beállós    | Schuch Timuzsin  | 1985. június 5. (39 éves)      | 1,97 m   | 164  | 80  | Ferencvárosi TC       |
| 23                    | jobbátlövő | Máthé Dominik    | 1999. április 1. (25 éves)     | 1,85 m   | 1    | 1   | Balatonfüredi KSE     |
|                       | balátlövő  | Szita Zoltán     | 1998. február 10. (27 éves)    | 1,97 m   | 2    | 4   | Balatonfüredi KSE     |

## Sorsolás
A csoportok sorsolását 2018. június 25-én tartották Koppenhágában, Dániában.

### Kiemelés
A kiemelést és a sorsolás folyamatát 2018. június 22-én jelentették be.
| 1. kalap                                           | 2. kalap                                             | 3. kalap                                         | 4. kalap                               | 5. kalap                              | 6. kalap                                  |
| -------------------------------------------------- | ---------------------------------------------------- | ------------------------------------------------ | -------------------------------------- | ------------------------------------- | ----------------------------------------- |
| Franciaország · Spanyolország · Svédország · Dánia | Horvátország · Oroszország · Norvégia · Magyarország | Katar · Németország · Ausztria · Észak-Macedónia | Szerbia · Tunézia · Izland · Argentína | Brazília · Egyiptom · Bahrein · Chile | Dél-Korea · Szaúd-Arábia · Angola · Japán |

## Csoportkör

### A csoport
| Hely. | Csapat          | M | Gy | D | V | G+  | G–  | Gk  | P | Továbbjutás |
| ----- | --------------- | - | -- | - | - | --- | --- | --- | - | ----------- |
| 1.    | Franciaország   | 5 | 4  | 1 | 0 | 138 | 113 | +25 | 9 | Középdöntő  |
| 2.    | Németország (R) | 5 | 3  | 2 | 0 | 142 | 110 | +32 | 8 | Középdöntő  |
| 3.    | Brazília        | 5 | 3  | 0 | 2 | 127 | 129 | −2  | 6 | Középdöntő  |
| 4.    | Oroszország     | 5 | 1  | 2 | 2 | 131 | 127 | +4  | 4 |             |
| 5.    | Szerbia         | 5 | 1  | 1 | 3 | 127 | 146 | −19 | 3 |             |
| 6.    | Korea           | 5 | 0  | 0 | 5 | 124 | 164 | −40 | 0 |             |

| 2019. január 10. 18:15 | Korea           | 19–30       | Németország  | Mercedes-Benz Aréna, Berlin Nézőszám: 13 500 Játékvezetők: Gjeding, Hansen (DEN) |
| 2019. január 10. 18:15 | Jang, Kang T. 4 | (10–17)     | Gensheimer 7 | Mercedes-Benz Aréna, Berlin Nézőszám: 13 500 Játékvezetők: Gjeding, Hansen (DEN) |
| 2019. január 10. 18:15 | 5× 1×           | Jegyzőkönyv | 6× 1×        | Mercedes-Benz Aréna, Berlin Nézőszám: 13 500 Játékvezetők: Gjeding, Hansen (DEN) |

| 2019. január 11. 18:00 | Szerbia   | 30–30       | Oroszország | Mercedes-Benz Arena, Berlin Nézőszám: 10 468 Játékvezetők: Kleven, Jørum (NOR) |
| 2019. január 11. 18:00 | N. Ilić 6 | (16–16)     | Gyibirov 12 | Mercedes-Benz Arena, Berlin Nézőszám: 10 468 Játékvezetők: Kleven, Jørum (NOR) |
| 2019. január 11. 18:00 | 5× 2×     | Jegyzőkönyv | 4× 1×       | Mercedes-Benz Arena, Berlin Nézőszám: 10 468 Játékvezetők: Kleven, Jørum (NOR) |

| 2019. január 11. 20:30 | Brazília | 22–24       | Franciaország | Mercedes-Benz Arena, Berlin Nézőszám: 10 529 Játékvezetők: Kurtagic, Wetterwik (SWE) |
| 2019. január 11. 20:30 | Toledo 8 | (13–16)     | Guigou, Mem 6 | Mercedes-Benz Arena, Berlin Nézőszám: 10 529 Játékvezetők: Kurtagic, Wetterwik (SWE) |
| 2019. január 11. 20:30 | 5× 2×    | Jegyzőkönyv | 4× 2×         | Mercedes-Benz Arena, Berlin Nézőszám: 10 529 Játékvezetők: Kurtagic, Wetterwik (SWE) |

| 2019. január 12. 15:30 | Oroszország | 34–27       | Korea              | Mercedes-Benz Arena, Berlin Nézőszám: 10 039 Játékvezetők: Pavićević, Ražnatović (MNE) |
| 2019. január 12. 15:30 | Siskarjov 7 | (20–13)     | Kang J., Park K. 4 | Mercedes-Benz Arena, Berlin Nézőszám: 10 039 Játékvezetők: Pavićević, Ražnatović (MNE) |
| 2019. január 12. 15:30 | 8× 2× 1×    | Jegyzőkönyv | 2× 1×              | Mercedes-Benz Arena, Berlin Nézőszám: 10 039 Játékvezetők: Pavićević, Ražnatović (MNE) |

| 2019. január 12. 18:15 | Németország   | 34–21       | Brazília | Mercedes-Benz Arena, Berlin Nézőszám: 13 500 Játékvezetők: Kleven, Jørum (NOR) |
| 2019. január 12. 18:15 | Gensheimer 10 | (15–8)      | Toledo 5 | Mercedes-Benz Arena, Berlin Nézőszám: 13 500 Játékvezetők: Kleven, Jørum (NOR) |
| 2019. január 12. 18:15 | 4× 1×         | Jegyzőkönyv | 6× 1×    | Mercedes-Benz Arena, Berlin Nézőszám: 13 500 Játékvezetők: Kleven, Jørum (NOR) |

| 2019. január 12. 20:30 | Franciaország      | 32–21       | Szerbia       | Mercedes-Benz Arena, Berlin Nézőszám: 13 500 Játékvezetők: Gjeding, Hansen (DEN) |
| 2019. január 12. 20:30 | Fabregas, Remili 5 | (15–12)     | Radivojević 6 | Mercedes-Benz Arena, Berlin Nézőszám: 13 500 Játékvezetők: Gjeding, Hansen (DEN) |
| 2019. január 12. 20:30 | 2×                 | Jegyzőkönyv | 4× 2×         | Mercedes-Benz Arena, Berlin Nézőszám: 13 500 Játékvezetők: Gjeding, Hansen (DEN) |

| 2019. január 14. 15:30 | Szerbia                 | 22–24       | Brazília | Mercedes-Benz Arena, Berlin Nézőszám: 10 211 Játékvezetők: Gjeding, Hansen (DEN) |
| 2019. január 14. 15:30 | Marsenić, Radivojević 5 | (11–14)     | Toledo 5 | Mercedes-Benz Arena, Berlin Nézőszám: 10 211 Játékvezetők: Gjeding, Hansen (DEN) |
| 2019. január 14. 15:30 | 6× 3×                   | Jegyzőkönyv | 3× 2×    | Mercedes-Benz Arena, Berlin Nézőszám: 10 211 Játékvezetők: Gjeding, Hansen (DEN) |

| 2019. január 14. 18:00 | Oroszország | 22–22       | Németország  | Mercedes-Benz Arena, Berlin Nézőszám: 13 500 Játékvezetők: Kurtagic, Wetterwik (SWE) |
| 2019. január 14. 18:00 | Gyibirov 8  | (10–12)     | Gensheimer 8 | Mercedes-Benz Arena, Berlin Nézőszám: 13 500 Játékvezetők: Kurtagic, Wetterwik (SWE) |
| 2019. január 14. 18:00 | 5× 2×       | Jegyzőkönyv | 3× 2×        | Mercedes-Benz Arena, Berlin Nézőszám: 13 500 Játékvezetők: Kurtagic, Wetterwik (SWE) |

| 2019. január 14. 20:30 | Franciaország | 34–23       | Korea  | Mercedes-Benz Arena, Berlin Nézőszám: 10 331 Játékvezetők: Pavićević, Ražnatović (MNE) |
| 2019. január 14. 20:30 | Remili 7      | (17–16)     | Kang 7 | Mercedes-Benz Arena, Berlin Nézőszám: 10 331 Játékvezetők: Pavićević, Ražnatović (MNE) |
| 2019. január 14. 20:30 | 6× 2×         | Jegyzőkönyv | 3× 2×  | Mercedes-Benz Arena, Berlin Nézőszám: 10 331 Játékvezetők: Pavićević, Ražnatović (MNE) |

| 2019. január 15. 15:30 | Oroszország            | 23–25       | Brazília | Mercedes-Benz Arena, Berlin Nézőszám: 9011 Játékvezetők: Pavićević, Ražnatović (MNE) |
| 2019. január 15. 15:30 | Gyibirov, Zsitnyikov 6 | (10–15)     | Borges 7 | Mercedes-Benz Arena, Berlin Nézőszám: 9011 Játékvezetők: Pavićević, Ražnatović (MNE) |
| 2019. január 15. 15:30 | 6× 1×                  | Jegyzőkönyv | 5× 2×    | Mercedes-Benz Arena, Berlin Nézőszám: 9011 Játékvezetők: Pavićević, Ražnatović (MNE) |

| 2019. január 15. 18:00 | Korea   | 29–31       | Szerbia    | Mercedes-Benz Arena, Berlin Nézőszám: 11 953 Játékvezetők: Kurtagic, Wetterwik (SWE) |
| 2019. január 15. 18:00 | Kang 12 | (16–14)     | Vorkapić 7 | Mercedes-Benz Arena, Berlin Nézőszám: 11 953 Játékvezetők: Kurtagic, Wetterwik (SWE) |
| 2019. január 15. 18:00 | 3× 1×   | Jegyzőkönyv | 5× 1×      | Mercedes-Benz Arena, Berlin Nézőszám: 11 953 Játékvezetők: Kurtagic, Wetterwik (SWE) |

| 2019. január 15. 20:30 | Németország     | 25–25       | Franciaország | Mercedes-Benz Arena, Berlin Nézőszám: 13 500 Játékvezetők: Gjeding, Hansen (DEN) |
| 2019. január 15. 20:30 | három játékos 4 | (12–10)     | Mahé 9        | Mercedes-Benz Arena, Berlin Nézőszám: 13 500 Játékvezetők: Gjeding, Hansen (DEN) |
| 2019. január 15. 20:30 | 5× 2×           | Jegyzőkönyv | 6×            | Mercedes-Benz Arena, Berlin Nézőszám: 13 500 Játékvezetők: Gjeding, Hansen (DEN) |

| 2019. január 17. 15:30 | Brazília | 35–26       | Korea     | Mercedes-Benz Arena, Berlin Nézőszám: 8933 Játékvezetők: Jørum, Kleven (NOR) |
| 2019. január 17. 15:30 | Borges 6 | (18–10)     | Kang J. 5 | Mercedes-Benz Arena, Berlin Nézőszám: 8933 Játékvezetők: Jørum, Kleven (NOR) |
| 2019. január 17. 15:30 | 5× 2×    | Jegyzőkönyv | 2× 1×     | Mercedes-Benz Arena, Berlin Nézőszám: 8933 Játékvezetők: Jørum, Kleven (NOR) |

| 2019. január 17. 18:00 | Németország | 31–23   | Szerbia   | Mercedes-Benz Arena, Berlin Nézőszám: 13 500 Játékvezetők: Pavićević, Ražnatović (MNE) |
| 2019. január 17. 18:00 | Musche 5    | (16–12) | N. Ilić 6 | Mercedes-Benz Arena, Berlin Nézőszám: 13 500 Játékvezetők: Pavićević, Ražnatović (MNE) |
| 2019. január 17. 18:00 | Jegyzőkönyv |         |           | Mercedes-Benz Arena, Berlin Nézőszám: 13 500 Játékvezetők: Pavićević, Ražnatović (MNE) |

| 2019. január 17. 20:30 | Franciaország | 23–22       | Oroszország   | Mercedes-Benz Arena, Berlin Nézőszám: 11 287 Játékvezetők: Horáček, Novotný (CZE) |
| 2019. január 17. 20:30 | Richardson 4  | (12–12)     | Skurinszkij 4 | Mercedes-Benz Arena, Berlin Nézőszám: 11 287 Játékvezetők: Horáček, Novotný (CZE) |
| 2019. január 17. 20:30 | 2×            | Jegyzőkönyv | 4× 1×         | Mercedes-Benz Arena, Berlin Nézőszám: 11 287 Játékvezetők: Horáček, Novotný (CZE) |

### B csoport
| Hely. | Csapat          | M | Gy | D | V | G+  | G–  | Gk  | P  | Továbbjutás |
| ----- | --------------- | - | -- | - | - | --- | --- | --- | -- | ----------- |
| 1.    | Horvátország    | 5 | 5  | 0 | 0 | 152 | 115 | +37 | 10 | Középdöntő  |
| 2.    | Spanyolország   | 5 | 4  | 0 | 1 | 141 | 114 | +27 | 8  | Középdöntő  |
| 3.    | Izland          | 5 | 3  | 0 | 2 | 137 | 124 | +13 | 6  | Középdöntő  |
| 4.    | Észak-Macedónia | 5 | 2  | 0 | 3 | 131 | 139 | −8  | 4  |             |
| 5.    | Bahrein         | 5 | 1  | 0 | 4 | 107 | 151 | −44 | 2  |             |
| 6.    | Japán           | 5 | 0  | 0 | 5 | 121 | 147 | −26 | 0  |             |

| 2019. január 11. 15:00 | Japán      | 29–38       | Észak-Macedónia | Olympiahalle, München Nézőszám: 7500 Játékvezetők: Horáček, Novotný (CZE) |
| 2019. január 11. 15:00 | Vatanabe 5 | (13–18)     | K. Lazarov 8    | Olympiahalle, München Nézőszám: 7500 Játékvezetők: Horáček, Novotný (CZE) |
| 2019. január 11. 15:00 | 3×         | Jegyzőkönyv | 4× 1×           | Olympiahalle, München Nézőszám: 7500 Játékvezetők: Horáček, Novotný (CZE) |

| 2019. január 11. 18:00 | Izland       | 27–31       | Horvátország | Olympiahalle, München Nézőszám: 12 000 Játékvezetők: Boualloucha, Khenissi (TUN) |
| 2019. január 11. 18:00 | Pálmarsson 7 | (14–16)     | Stepančić 8  | Olympiahalle, München Nézőszám: 12 000 Játékvezetők: Boualloucha, Khenissi (TUN) |
| 2019. január 11. 18:00 | 5× 2×        | Jegyzőkönyv | 2× 3×        | Olympiahalle, München Nézőszám: 12 000 Játékvezetők: Boualloucha, Khenissi (TUN) |

| 2019. január 11. 20:30 | Bahrein            | 23–33       | Spanyolország | Olympiahalle, München Nézőszám: 9800 Játékvezetők: Grillo, Lenci (ARG) |
| 2019. január 11. 20:30 | Habib, Al-Sajjad 7 | (11–16)     | Solé 7        | Olympiahalle, München Nézőszám: 9800 Játékvezetők: Grillo, Lenci (ARG) |
| 2019. január 11. 20:30 | 6× 2×              | Jegyzőkönyv | 4× 2×         | Olympiahalle, München Nézőszám: 9800 Játékvezetők: Grillo, Lenci (ARG) |

| 2019. január 13. 14:00 | Észak-Macedónia | 28–23       | Bahrein     | Olympiahalle, München Nézőszám: 8500 Játékvezetők: Boualloucha, Khenissi (TUN) |
| 2019. január 13. 14:00 | K. Lazarov 8    | (12–8)      | Al-Sajjad 6 | Olympiahalle, München Nézőszám: 8500 Játékvezetők: Boualloucha, Khenissi (TUN) |
| 2019. január 13. 14:00 | 3× 1×           | Jegyzőkönyv | 3× 1×       | Olympiahalle, München Nézőszám: 8500 Játékvezetők: Boualloucha, Khenissi (TUN) |

| 2019. január 13. 16:30 | Horvátország | 35–27       | Japán    | Olympiahalle, München Nézőszám: 12 000 Játékvezetők: Brunner, Salah (SUI) |
| 2019. január 13. 16:30 | Horvat 8     | (18–13)     | Tokuda 6 | Olympiahalle, München Nézőszám: 12 000 Játékvezetők: Brunner, Salah (SUI) |
| 2019. január 13. 16:30 | 2× 2×        | Jegyzőkönyv | 2× 2×    | Olympiahalle, München Nézőszám: 12 000 Játékvezetők: Brunner, Salah (SUI) |

| 2019. január 13. 19:00 | Spanyolország | 32–25       | Izland        | Olympiahalle, München Nézőszám: 12 000 Játékvezetők: Horáček, Novotný (CZE) |
| 2019. január 13. 19:00 | Solé 5        | (19–14)     | Guðmundsson 6 | Olympiahalle, München Nézőszám: 12 000 Játékvezetők: Horáček, Novotný (CZE) |
| 2019. január 13. 19:00 | 3× 1×         | Jegyzőkönyv | 6× 1×         | Olympiahalle, München Nézőszám: 12 000 Játékvezetők: Horáček, Novotný (CZE) |

| 2019. január 14. 15:30 | Izland       | 36–18       | Bahrein | Olympiahalle, München Nézőszám: 6000 Játékvezetők: Brunner, Salah (SUI) |
| 2019. január 14. 15:30 | Gunnarsson 8 | (16–10)     | Merza 5 | Olympiahalle, München Nézőszám: 6000 Játékvezetők: Brunner, Salah (SUI) |
| 2019. január 14. 15:30 | 4× 2×        | Jegyzőkönyv | 5× 1×   | Olympiahalle, München Nézőszám: 6000 Játékvezetők: Brunner, Salah (SUI) |

| 2019. január 14. 18:00 | Horvátország | 31–22       | Észak-Macedónia | Olympiahalle, München Nézőszám: 9800 Játékvezetők: Horáček, Novotný (CZE) |
| 2019. január 14. 18:00 | Duvnjak 6    | (16–11)     | Manaszkov 6     | Olympiahalle, München Nézőszám: 9800 Játékvezetők: Horáček, Novotný (CZE) |
| 2019. január 14. 18:00 | 3× 2×        | Jegyzőkönyv | 3× 1×           | Olympiahalle, München Nézőszám: 9800 Játékvezetők: Horáček, Novotný (CZE) |

| 2019. január 14. 20:30 | Spanyolország | 26–22       | Japán    | Olympiahalle, München Nézőszám: 7300 Játékvezetők: Grillo, Lenci (ARG) |
| 2019. január 14. 20:30 | Solé 8        | (10–11)     | Tokuda 7 | Olympiahalle, München Nézőszám: 7300 Játékvezetők: Grillo, Lenci (ARG) |
| 2019. január 14. 20:30 | 3×            | Jegyzőkönyv | 3× 1×    | Olympiahalle, München Nézőszám: 7300 Játékvezetők: Grillo, Lenci (ARG) |

| 2019. január 16. 15:30 | Japán    | 21–25       | Izland          | Olympiahalle, München Nézőszám: 6000 Játékvezetők: Boualloucha, Khenissi (TUN) |
| 2019. január 16. 15:30 | Agarie 4 | (12–13)     | Sigurmannsson 5 | Olympiahalle, München Nézőszám: 6000 Játékvezetők: Boualloucha, Khenissi (TUN) |
| 2019. január 16. 15:30 | 1× 1×    | Jegyzőkönyv | 2× 2×           | Olympiahalle, München Nézőszám: 6000 Játékvezetők: Boualloucha, Khenissi (TUN) |

| 2019. január 16. 18:00 | Horvátország | 32–20       | Bahrein | Olympiahalle, München Nézőszám: 8600 Játékvezetők: Grillo, Lenci (ARG) |
| 2019. január 16. 18:00 | Štrlek 11    | (19–9)      | Jalal 5 | Olympiahalle, München Nézőszám: 8600 Játékvezetők: Grillo, Lenci (ARG) |
| 2019. január 16. 18:00 | 7× 2×        | Jegyzőkönyv | 5× 1×   | Olympiahalle, München Nézőszám: 8600 Játékvezetők: Grillo, Lenci (ARG) |

| 2019. január 16. 20:30 | Észak-Macedónia | 21–32       | Spanyolország  | Olympiahalle, München Nézőszám: 9600 Játékvezetők: Brunner, Salah (SUI) |
| 2019. január 16. 20:30 | Peševski 6      | (12–13)     | Gómez Abelló 6 | Olympiahalle, München Nézőszám: 9600 Játékvezetők: Brunner, Salah (SUI) |
| 2019. január 16. 20:30 | 4× 1×           | Jegyzőkönyv | 2× 1×          | Olympiahalle, München Nézőszám: 9600 Játékvezetők: Brunner, Salah (SUI) |

| 2019. január 17. 15:30 | Bahrein  | 23–22       | Japán    | Olympiahalle, München Nézőszám: 5200 Játékvezetők: Brunner, Salah (SUI) |
| 2019. január 17. 15:30 | Basham 6 | (10–9)      | Motoki 9 | Olympiahalle, München Nézőszám: 5200 Játékvezetők: Brunner, Salah (SUI) |
| 2019. január 17. 15:30 | 4×       | Jegyzőkönyv | 4× 2×    | Olympiahalle, München Nézőszám: 5200 Játékvezetők: Brunner, Salah (SUI) |

| 2019. január 17. 18:00 | Észak-Macedónia         | 22–24       | Izland        | Olympiahalle, München Nézőszám: 10 100 Játékvezetők: Kurtagic, Wetterwik (SWE) |
| 2019. január 17. 18:00 | K. Lazarov, Manaszkov 5 | (13–11)     | Gunnarsson 10 | Olympiahalle, München Nézőszám: 10 100 Játékvezetők: Kurtagic, Wetterwik (SWE) |
| 2019. január 17. 18:00 | 3× 3×                   | Jegyzőkönyv | 4× 2×         | Olympiahalle, München Nézőszám: 10 100 Játékvezetők: Kurtagic, Wetterwik (SWE) |

| 2019. január 17. 20:30 | Spanyolország | 19–23       | Horvátország | Olympiahalle, München Nézőszám: 12 000 Játékvezetők: Gjeding, Hansen (DEN) |
| 2019. január 17. 20:30 | Solé 5        | (10–13)     | Horvat 8     | Olympiahalle, München Nézőszám: 12 000 Játékvezetők: Gjeding, Hansen (DEN) |
| 2019. január 17. 20:30 | 1× 1×         | Jegyzőkönyv | 2× 2×        | Olympiahalle, München Nézőszám: 12 000 Játékvezetők: Gjeding, Hansen (DEN) |

### C csoport
| Hely. | Csapat       | M | Gy | D | V | G+  | G–  | Gk  | P  | Továbbjutás |
| ----- | ------------ | - | -- | - | - | --- | --- | --- | -- | ----------- |
| 1.    | Dánia (R)    | 5 | 5  | 0 | 0 | 167 | 103 | +64 | 10 | Középdöntő  |
| 2.    | Norvégia     | 5 | 4  | 0 | 1 | 175 | 119 | +56 | 8  | Középdöntő  |
| 3.    | Tunézia      | 5 | 3  | 0 | 2 | 138 | 147 | −9  | 6  | Középdöntő  |
| 4.    | Chile        | 5 | 2  | 0 | 3 | 130 | 167 | −37 | 4  |             |
| 5.    | Ausztria     | 5 | 1  | 0 | 4 | 121 | 148 | −27 | 2  |             |
| 6.    | Szaúd-Arábia | 5 | 0  | 0 | 5 | 112 | 159 | −47 | 0  |             |

| 2019. január 10. 20:15 | Chile     | 16–39       | Dánia       | Royal Aréna, Koppenhága Nézőszám: 12 500 Játékvezetők: Santos, Fonseca (POR) |
| 2019. január 10. 20:15 | Salinas 4 | (4–22)      | Mortensen 8 | Royal Aréna, Koppenhága Nézőszám: 12 500 Játékvezetők: Santos, Fonseca (POR) |
| 2019. január 10. 20:15 | 5×        | Jegyzőkönyv | 5× 2×       | Royal Aréna, Koppenhága Nézőszám: 12 500 Játékvezetők: Santos, Fonseca (POR) |

| 2019. január 11. 18:00 | Szaúd-Arábia | 22–29       | Ausztria | Jyske Bank Boxen, Herning Nézőszám: 6500 Játékvezetők: Schulze, Tönnies (GER) |
| 2019. január 11. 18:00 | Al-Salem 7   | (9–15)      | Bilyk 7  | Jyske Bank Boxen, Herning Nézőszám: 6500 Játékvezetők: Schulze, Tönnies (GER) |
| 2019. január 11. 18:00 | 5× 1×        | Jegyzőkönyv | 5× 2×    | Jyske Bank Boxen, Herning Nézőszám: 6500 Játékvezetők: Schulze, Tönnies (GER) |

| 2019. január 11. 20:30 | Tunézia    | 24–34       | Norvégia | Jyske Bank Boxen, Herning Nézőszám: 6500 Játékvezetők: Gubica, Milošević (CRO) |
| 2019. január 11. 20:30 | Jaballah 5 | (13–18)     | Jøndal 9 | Jyske Bank Boxen, Herning Nézőszám: 6500 Játékvezetők: Gubica, Milošević (CRO) |
| 2019. január 11. 20:30 | 5× 2×      | Jegyzőkönyv | 5× 1×    | Jyske Bank Boxen, Herning Nézőszám: 6500 Játékvezetők: Gubica, Milošević (CRO) |

| 2019. január 12. 15:00 | Ausztria | 24–32       | Chile            | Jyske Bank Boxen, Herning Nézőszám: 5900 Játékvezetők: Gasmi, Gasmi (FRA) |
| 2019. január 12. 15:00 | Weber 6  | (15–14)     | Er. Feuchtmann 9 | Jyske Bank Boxen, Herning Nézőszám: 5900 Játékvezetők: Gasmi, Gasmi (FRA) |
| 2019. január 12. 15:00 | 6× 2×    | Jegyzőkönyv | 5× 1×            | Jyske Bank Boxen, Herning Nézőszám: 5900 Játékvezetők: Gasmi, Gasmi (FRA) |

| 2019. január 12. 17:30 | Norvégia | 40–21       | Szaúd-Arábia | Jyske Bank Boxen, Herning Nézőszám: 12 002 Játékvezetők: Schulze, Tönnies (GER) |
| 2019. január 12. 17:30 | Rød 9    | (20–10)     | Al-Salem 7   | Jyske Bank Boxen, Herning Nézőszám: 12 002 Játékvezetők: Schulze, Tönnies (GER) |
| 2019. január 12. 17:30 | 3× 3×    | Jegyzőkönyv | 2× 1×        | Jyske Bank Boxen, Herning Nézőszám: 12 002 Játékvezetők: Schulze, Tönnies (GER) |

| 2019. január 12. 20:15 | Dánia           | 36–22       | Tunézia    | Jyske Bank Boxen, Herning Nézőszám: 15 000 Játékvezetők: Lah, Sok (SLO) |
| 2019. január 12. 20:15 | Hansen, Lauge 7 | (19–10)     | Chouiref 5 | Jyske Bank Boxen, Herning Nézőszám: 15 000 Játékvezetők: Lah, Sok (SLO) |
| 2019. január 12. 20:15 | 7× 2×           | Jegyzőkönyv | 2× 2×      | Jyske Bank Boxen, Herning Nézőszám: 15 000 Játékvezetők: Lah, Sok (SLO) |

| 2019. január 14. 15:00 | Tunézia            | 36–30       | Chile                     | Jyske Bank Boxen, Herning Nézőszám: 3247 Játékvezetők: Gubica, Milošević (CRO) |
| 2019. január 14. 15:00 | Chouiref, Soussi 7 | (18–15)     | Er. Feuchtmann, Salinas 8 | Jyske Bank Boxen, Herning Nézőszám: 3247 Játékvezetők: Gubica, Milošević (CRO) |
| 2019. január 14. 15:00 | 4× 2×              | Jegyzőkönyv | 5× 2×                     | Jyske Bank Boxen, Herning Nézőszám: 3247 Játékvezetők: Gubica, Milošević (CRO) |

| 2019. január 14. 17:30 | Norvégia  | 34–24       | Ausztria  | Jyske Bank Boxen, Herning Nézőszám: 8716 Játékvezetők: Lah, Sok (SLO) |
| 2019. január 14. 17:30 | Sagosen 8 | (16–13)     | Božović 7 | Jyske Bank Boxen, Herning Nézőszám: 8716 Játékvezetők: Lah, Sok (SLO) |
| 2019. január 14. 17:30 | 1× 2×     | Jegyzőkönyv | 5× 1×     | Jyske Bank Boxen, Herning Nézőszám: 8716 Játékvezetők: Lah, Sok (SLO) |

| 2019. január 14. 20:15 | Dánia       | 34–22       | Szaúd-Arábia | Jyske Bank Boxen, Herning Nézőszám: 12 157 Játékvezetők: Gasmi, Gasmi (FRA) |
| 2019. január 14. 20:15 | M. Landin 7 | (17–11)     | Al-Salem 4   | Jyske Bank Boxen, Herning Nézőszám: 12 157 Játékvezetők: Gasmi, Gasmi (FRA) |
| 2019. január 14. 20:15 | 5× 1×       | Jegyzőkönyv | 6×           | Jyske Bank Boxen, Herning Nézőszám: 12 157 Játékvezetők: Gasmi, Gasmi (FRA) |

| 2019. január 15. 16:15 | Szaúd-Arábia  | 20–24       | Tunézia            | Jyske Bank Boxen, Herning Nézőszám: 4571 Játékvezetők: Lah, Sok (SLO) |
| 2019. január 15. 16:15 | Al-Abdulali 5 | (8–12)      | Boughanmi, Sanai 7 | Jyske Bank Boxen, Herning Nézőszám: 4571 Játékvezetők: Lah, Sok (SLO) |
| 2019. január 15. 16:15 | 4× 1×         | Jegyzőkönyv | 3× 1×              | Jyske Bank Boxen, Herning Nézőszám: 4571 Játékvezetők: Lah, Sok (SLO) |

| 2019. január 15. 18:30 | Norvégia | 41–20       | Chile        | Jyske Bank Boxen, Herning Nézőszám: 11 247 Játékvezetők: Gasmi, Gasmi (FRA) |
| 2019. január 15. 18:30 | Blonz 8  | (21–12)     | E. Salinas 9 | Jyske Bank Boxen, Herning Nézőszám: 11 247 Játékvezetők: Gasmi, Gasmi (FRA) |
| 2019. január 15. 18:30 | 1× 2×    | Jegyzőkönyv | 2× 1×        | Jyske Bank Boxen, Herning Nézőszám: 11 247 Játékvezetők: Gasmi, Gasmi (FRA) |

| 2019. január 15. 20:45 | Ausztria        | 17–28       | Dánia              | Jyske Bank Boxen, Herning Nézőszám: 14 607 Játékvezetők: Schulze, Tönnies (GER) |
| 2019. január 15. 20:45 | három játékos 3 | (8–11)      | M. Landin, Lauge 6 | Jyske Bank Boxen, Herning Nézőszám: 14 607 Játékvezetők: Schulze, Tönnies (GER) |
| 2019. január 15. 20:45 | 2× 1×           | Jegyzőkönyv | 2×                 | Jyske Bank Boxen, Herning Nézőszám: 14 607 Játékvezetők: Schulze, Tönnies (GER) |

| 2019. január 17. 15:00 | Chile             | 32–27       | Szaúd-Arábia    | Jyske Bank Boxen, Herning Nézőszám: 3526 Játékvezetők: Gubica, Milošević (CRO) |
| 2019. január 17. 15:00 | Er. Feuchtmann 11 | (21–13)     | Mo. Al-Szalem 8 | Jyske Bank Boxen, Herning Nézőszám: 3526 Játékvezetők: Gubica, Milošević (CRO) |
| 2019. január 17. 15:00 | 5× 1×             | Jegyzőkönyv | 9× 1× 2×        | Jyske Bank Boxen, Herning Nézőszám: 3526 Játékvezetők: Gubica, Milošević (CRO) |

| 2019. január 17. 17:30 | Ausztria | 27–32       | Tunézia     | Jyske Bank Boxen, Herning Nézőszám: 11 834 Játékvezetők: Fonseca, Santos (POR) |
| 2019. január 17. 17:30 | Weber 9  | (14–18)     | Boughanmi 9 | Jyske Bank Boxen, Herning Nézőszám: 11 834 Játékvezetők: Fonseca, Santos (POR) |
| 2019. január 17. 17:30 | 6× 2×    | Jegyzőkönyv | 5× 2×       | Jyske Bank Boxen, Herning Nézőszám: 11 834 Játékvezetők: Fonseca, Santos (POR) |

| 2019. január 17. 20:15 | Dánia        | 30–26       | Norvégia      | Jyske Bank Boxen, Herning Nézőszám: 15 001 Játékvezetők: Nacsevszki, Nikolov (MKD) |
| 2019. január 17. 20:15 | M. Hansen 14 | (17–14)     | Johannessen 5 | Jyske Bank Boxen, Herning Nézőszám: 15 001 Játékvezetők: Nacsevszki, Nikolov (MKD) |
| 2019. január 17. 20:15 | 4× 2×        | Jegyzőkönyv | 4× 2×         | Jyske Bank Boxen, Herning Nézőszám: 15 001 Játékvezetők: Nacsevszki, Nikolov (MKD) |

### D csoport
| Hely. | Csapat       | M | Gy | D | V | G+  | G–  | Gk  | P  | Továbbjutás |
| ----- | ------------ | - | -- | - | - | --- | --- | --- | -- | ----------- |
| 1.    | Svédország   | 5 | 5  | 0 | 0 | 151 | 111 | +40 | 10 | Középdöntő  |
| 2.    | Magyarország | 5 | 2  | 2 | 1 | 151 | 138 | +13 | 6  | Középdöntő  |
| 3.    | Egyiptom     | 5 | 2  | 1 | 2 | 132 | 133 | −1  | 5  | Középdöntő  |
| 4.    | Katar        | 5 | 2  | 0 | 3 | 125 | 127 | −2  | 4  |             |
| 5.    | Argentína    | 5 | 1  | 1 | 3 | 119 | 130 | −11 | 3  |             |
| 6.    | Angola       | 5 | 1  | 0 | 4 | 121 | 160 | −39 | 2  |             |

| 2019. január 11. 15:30 | Angola | 24–23       | Katar       | Royal Arena, Koppenhága Nézőszám: 1870 Játékvezetők: Fonseca, Santos (POR) |
| 2019. január 11. 15:30 | Hebo 7 | (12–8)      | Berrached 6 | Royal Arena, Koppenhága Nézőszám: 1870 Játékvezetők: Fonseca, Santos (POR) |
| 2019. január 11. 15:30 | 6× 2×  | Jegyzőkönyv | 4× 2×       | Royal Arena, Koppenhága Nézőszám: 1870 Játékvezetők: Fonseca, Santos (POR) |

| 2019. január 11. 18:00 | Argentína | 25–25       | Magyarország | Royal Arena, Koppenhága Nézőszám: 4272 Játékvezetők: López, Sabroso (ESP) |
| 2019. január 11. 18:00 | Simonet 6 | (10–13)     | Balogh 11    | Royal Arena, Koppenhága Nézőszám: 4272 Játékvezetők: López, Sabroso (ESP) |
| 2019. január 11. 18:00 | 4× 2×     | Jegyzőkönyv | 3× 2×        | Royal Arena, Koppenhága Nézőszám: 4272 Játékvezetők: López, Sabroso (ESP) |

| 2019. január 11. 20:30 | Egyiptom            | 24–27       | Svédország              | Royal Arena, Koppenhága Nézőszám: 6448 Játékvezetők: Nachevski, Nikolov (MKD) |
| 2019. január 11. 20:30 | el-Ahmar, Mamdouh 5 | (11–13)     | Gottfridsson, Nilsson 5 | Royal Arena, Koppenhága Nézőszám: 6448 Játékvezetők: Nachevski, Nikolov (MKD) |
| 2019. január 11. 20:30 | 1× 3×               | Jegyzőkönyv | 4× 2×                   | Royal Arena, Koppenhága Nézőszám: 6448 Játékvezetők: Nachevski, Nikolov (MKD) |

| 2019. január 13. 15:30 | Katar | 28–23       | Egyiptom   | Royal Arena, Koppenhága Nézőszám: 3077 Játékvezetők: López, Sabroso (ESP) |
| 2019. január 13. 15:30 | Ali 9 | (15–12)     | el-Ahmar 6 | Royal Arena, Koppenhága Nézőszám: 3077 Játékvezetők: López, Sabroso (ESP) |
| 2019. január 13. 15:30 | 6× 3× | Jegyzőkönyv | 3× 2×      | Royal Arena, Koppenhága Nézőszám: 3077 Játékvezetők: López, Sabroso (ESP) |

| 2019. január 13. 18:00 | Magyarország | 34–24       | Angola     | Royal Arena, Koppenhága Nézőszám: 4891 Játékvezetők: Kolahouzan, Mousavian Nazhad (IRI) |
| 2019. január 13. 18:00 | Bóka 5       | (18–8)      | Ferreira 5 | Royal Arena, Koppenhága Nézőszám: 4891 Játékvezetők: Kolahouzan, Mousavian Nazhad (IRI) |
| 2019. január 13. 18:00 | 3× 2× 1×     | Jegyzőkönyv | 3×         | Royal Arena, Koppenhága Nézőszám: 4891 Játékvezetők: Kolahouzan, Mousavian Nazhad (IRI) |

| 2019. január 13. 20:30 | Svédország   | 31–16       | Argentína      | Royal Arena, Koppenhága Nézőszám: 6492 Játékvezetők: Fonseca, Santos (POR) |
| 2019. január 13. 20:30 | Zachrisson 6 | (15–10)     | F. Fernández 6 | Royal Arena, Koppenhága Nézőszám: 6492 Játékvezetők: Fonseca, Santos (POR) |
| 2019. január 13. 20:30 | 8× 1×        | Jegyzőkönyv | 5× 1×          | Royal Arena, Koppenhága Nézőszám: 6492 Játékvezetők: Fonseca, Santos (POR) |

| 2019. január 14. 15:30 | Magyarország | 32–26       | Katar          | Royal Arena, Koppenhága Nézőszám: 1694 Játékvezetők: Nacsevszki, Nikolov (MKD) |
| 2019. január 14. 15:30 | Lékai 5      | (16–11)     | Marzo, Sinen 5 | Royal Arena, Koppenhága Nézőszám: 1694 Játékvezetők: Nacsevszki, Nikolov (MKD) |
| 2019. január 14. 15:30 | 8× 2×        | Jegyzőkönyv | 5× 1×          | Royal Arena, Koppenhága Nézőszám: 1694 Játékvezetők: Nacsevszki, Nikolov (MKD) |

| 2019. január 14. 18:00 | Argentína   | 20–22       | Egyiptom | Royal Arena, Koppenhága Nézőszám: 2607 Játékvezetők: Kolahouzan, Mousavian Nazhad (IRI) |
| 2019. január 14. 18:00 | Fernández 5 | (9–8)       | Sanad 7  | Royal Arena, Koppenhága Nézőszám: 2607 Játékvezetők: Kolahouzan, Mousavian Nazhad (IRI) |
| 2019. január 14. 18:00 | 7× 3× 1×    | Jegyzőkönyv | 5× 2× 1× | Royal Arena, Koppenhága Nézőszám: 2607 Játékvezetők: Kolahouzan, Mousavian Nazhad (IRI) |

| 2019. január 14. 20:30 | Svédország           | 37–19       | Angola   | Royal Arena, Koppenhága Nézőszám: 3731 Játékvezetők: López, Sabroso (ESP) |
| 2019. január 14. 20:30 | Ekberg, Zachrisson 5 | (19–14)     | Hebo 5   | Royal Arena, Koppenhága Nézőszám: 3731 Játékvezetők: López, Sabroso (ESP) |
| 2019. január 14. 20:30 | 2× 1×                | Jegyzőkönyv | 4× 2× 1× | Royal Arena, Koppenhága Nézőszám: 3731 Játékvezetők: López, Sabroso (ESP) |

| 2019. január 16. 15:30 | Angola     | 26–33       | Argentína | Royal Arena, Koppenhága Nézőszám: 1709 Játékvezetők: Nacsevszki, Nikolov (MKD) |
| 2019. január 16. 15:30 | Ferreira 7 | (12–17)     | Simonet 7 | Royal Arena, Koppenhága Nézőszám: 1709 Játékvezetők: Nacsevszki, Nikolov (MKD) |
| 2019. január 16. 15:30 | 5× 3×      | Jegyzőkönyv | 1× 2×     | Royal Arena, Koppenhága Nézőszám: 1709 Játékvezetők: Nacsevszki, Nikolov (MKD) |

| 2019. január 16. 18:00 | Magyarország | 30–30       | Egyiptom       | Royal Arena, Koppenhága Nézőszám: 3929 Játékvezetők: Fonseca, Santos (POR) |
| 2019. január 16. 18:00 | Lékai 6      | (14–14)     | Zeinelabedin 7 | Royal Arena, Koppenhága Nézőszám: 3929 Játékvezetők: Fonseca, Santos (POR) |
| 2019. január 16. 18:00 | 4×           | Jegyzőkönyv | 5×             | Royal Arena, Koppenhága Nézőszám: 3929 Játékvezetők: Fonseca, Santos (POR) |

| 2019. január 16. 20:30 | Katar | 22–23       | Svédország            | Royal Arena, Koppenhága Nézőszám: 6079 Játékvezetők: Schulze, Tönnies (GER) |
| 2019. január 16. 20:30 | Ali 8 | (11–10)     | Nilsson, Zachrisson 7 | Royal Arena, Koppenhága Nézőszám: 6079 Játékvezetők: Schulze, Tönnies (GER) |
| 2019. január 16. 20:30 | 4× 2× | Jegyzőkönyv | 3× 2× 1×              | Royal Arena, Koppenhága Nézőszám: 6079 Játékvezetők: Schulze, Tönnies (GER) |

| 2019. január 17. 15:30 | Egyiptom   | 33–28       | Angola | Royal Arena, Koppenhága Nézőszám: 2247 Játékvezetők: Kolahdouzan, Mousaviannazhad (IRN) |
| 2019. január 17. 15:30 | El-Deraa 8 | (19–12)     | Sibo 7 | Royal Arena, Koppenhága Nézőszám: 2247 Játékvezetők: Kolahdouzan, Mousaviannazhad (IRN) |
| 2019. január 17. 15:30 | 3× 2×      | Jegyzőkönyv | 4× 1×  | Royal Arena, Koppenhága Nézőszám: 2247 Játékvezetők: Kolahdouzan, Mousaviannazhad (IRN) |

| 2019. január 17. 18:00 | Katar   | 26–25       | Argentína            | Royal Arena, Koppenhága Nézőszám: 4448 Játékvezetők: Lah, Sok (SLO) |
| 2019. január 17. 18:00 | Marzo 8 | (16–13)     | Baronetto, Simonet 4 | Royal Arena, Koppenhága Nézőszám: 4448 Játékvezetők: Lah, Sok (SLO) |
| 2019. január 17. 18:00 | 3× 1×   | Jegyzőkönyv | 4× 1×                | Royal Arena, Koppenhága Nézőszám: 4448 Játékvezetők: Lah, Sok (SLO) |

| 2019. január 17. 20:30 | Svédország | 33–30       | Magyarország | Royal Arena, Koppenhága Nézőszám: 7803 Játékvezetők: López, Sabroso (ESP) |
| 2019. január 17. 20:30 | Nilsson 7  | (16–15)     | Lékai 8      | Royal Arena, Koppenhága Nézőszám: 7803 Játékvezetők: López, Sabroso (ESP) |
| 2019. január 17. 20:30 | 2× 2×      | Jegyzőkönyv | 5× 2×        | Royal Arena, Koppenhága Nézőszám: 7803 Játékvezetők: López, Sabroso (ESP) |

## Elnöki kupa

### A 21–24. helyért
| 2019. január 19. 13:00 | Korea     | 27–25       | Japán  | Royal Arena, Koppenhága Nézőszám: 4,446 Játékvezetők: Gubica, Milošević (CRO) |
| 2019. január 19. 13:00 | Kang J. 7 | (12–14)     | Doi 10 | Royal Arena, Koppenhága Nézőszám: 4,446 Játékvezetők: Gubica, Milošević (CRO) |
| 2019. január 19. 13:00 | 1× 1×     | Jegyzőkönyv | 7× 2×  | Royal Arena, Koppenhága Nézőszám: 4,446 Játékvezetők: Gubica, Milošević (CRO) |

| 2019. január 19. 15:30 | Szaúd-Arábia   | 34–29       | Angola     | Royal Arena, Koppenhága Nézőszám: 6,233 Játékvezetők: Grillo, Lenci (ARG) |
| 2019. január 19. 15:30 | A. al-Abbasz 9 | (20–14)     | Ferreira 8 | Royal Arena, Koppenhága Nézőszám: 6,233 Játékvezetők: Grillo, Lenci (ARG) |
| 2019. január 19. 15:30 | 4× 2×          | Jegyzőkönyv | 3×         | Royal Arena, Koppenhága Nézőszám: 6,233 Játékvezetők: Grillo, Lenci (ARG) |

#### A 23. helyért
| 2019. január 20. 13:00 | Japán           | 29–32       | Angola | Royal Arena, Koppenhága Nézőszám: 2,952 Játékvezetők: Gasmi, Gasmi (FRA) |
| 2019. január 20. 13:00 | Doi, Watanabe 5 | (14–15)     | Sibo 8 | Royal Arena, Koppenhága Nézőszám: 2,952 Játékvezetők: Gasmi, Gasmi (FRA) |
| 2019. január 20. 13:00 | 4× 1×           | Jegyzőkönyv | 5× 2×  | Royal Arena, Koppenhága Nézőszám: 2,952 Játékvezetők: Gasmi, Gasmi (FRA) |

#### A 21. helyért
| 2019. január 20. 15:30 | Korea  | 26–27       | Szaúd-Arábia | Royal Arena, Koppenhága Nézőszám: 3,523 Játékvezetők: Koladhouzan, Mousavian Nazhad (IRI) |
| 2019. január 20. 15:30 | Kang 4 | (14–13)     | Al-Szalem 7  | Royal Arena, Koppenhága Nézőszám: 3,523 Játékvezetők: Koladhouzan, Mousavian Nazhad (IRI) |
| 2019. január 20. 15:30 | 3×     | Jegyzőkönyv | 6× 2×        | Royal Arena, Koppenhága Nézőszám: 3,523 Játékvezetők: Koladhouzan, Mousavian Nazhad (IRI) |

### A 17–20. helyért
| 2019. január 19. 18:00 | Szerbia      | 32–27       | Bahrein           | Royal Arena, Koppenhága Nézőszám: 7225 Játékvezetők: Karim, Raouf (FRA) |
| 2019. január 19. 18:00 | Vanja Ilic 9 | (15–17)     | Husain Alsayyad 9 | Royal Arena, Koppenhága Nézőszám: 7225 Játékvezetők: Karim, Raouf (FRA) |
| 2019. január 19. 18:00 | 6× 1× 0×     | Jegyzőkönyv | 7× 2×             | Royal Arena, Koppenhága Nézőszám: 7225 Játékvezetők: Karim, Raouf (FRA) |

| 2019. január 19. 20:30 | Ausztria  | 22–24       | Argentína   | Royal Arena, Koppenhága Nézőszám: 1013 Játékvezetők: Boualloucha, Khenissi (TUN) |
| 2019. január 19. 20:30 | Frimmel 8 | (12–12)     | Fernández 6 | Royal Arena, Koppenhága Nézőszám: 1013 Játékvezetők: Boualloucha, Khenissi (TUN) |
| 2019. január 19. 20:30 | 5× 2×     | Jegyzőkönyv | 2× 2×       | Royal Arena, Koppenhága Nézőszám: 1013 Játékvezetők: Boualloucha, Khenissi (TUN) |

#### A 19. helyért
| 2019. január 20. 18:00 | Bahrein      | 27–29       | Ausztria | Royal Arena, Koppenhága Nézőszám: 3 624 Játékvezetők: Lah, Sok (SLO) |
| 2019. január 20. 18:00 | Al-Salatna 6 | (17–17)     | Weber 9  | Royal Arena, Koppenhága Nézőszám: 3 624 Játékvezetők: Lah, Sok (SLO) |
| 2019. január 20. 18:00 | 5×           | Jegyzőkönyv | 6× 1×    | Royal Arena, Koppenhága Nézőszám: 3 624 Játékvezetők: Lah, Sok (SLO) |

#### A 17. helyért
| 2019. január 20. 20:30 | Szerbia | 28–30       | Argentína       | Royal Arena, Koppenhága Nézőszám: 1 421 Játékvezetők: Gubica, Milošević (CRO) |
| 2019. január 20. 20:30 | Kukić 7 | (15–13)     | F. Fernández 10 | Royal Arena, Koppenhága Nézőszám: 1 421 Játékvezetők: Gubica, Milošević (CRO) |
| 2019. január 20. 20:30 | 7× 1×   | Jegyzőkönyv | 6× 2×           | Royal Arena, Koppenhága Nézőszám: 1 421 Játékvezetők: Gubica, Milošević (CRO) |

### A 13–16. helyért
| 2019. január 19. 13:00 | Oroszország  | 30–28       | Észak-Macedónia | Lanxess Arena, Köln Nézőszám: 10,949 Játékvezetők: Gjeding, Hansen (DEN) |
| 2019. január 19. 13:00 | Zsitnyikov 8 | (17–14)     | K. Lazarov 9    | Lanxess Arena, Köln Nézőszám: 10,949 Játékvezetők: Gjeding, Hansen (DEN) |
| 2019. január 19. 13:00 | 2×           | Jegyzőkönyv |                 | Lanxess Arena, Köln Nézőszám: 10,949 Játékvezetők: Gjeding, Hansen (DEN) |

| 2019. január 19. 15:30 | Chile            | 27–37       | Katar    | Lanxess Arena, Köln Nézőszám: 13,267 Játékvezetők: Pavićević, Ražnatović (MNE) |
| 2019. január 19. 15:30 | Er. Feuchtmann 7 | (11–21)     | Benali 8 | Lanxess Arena, Köln Nézőszám: 13,267 Játékvezetők: Pavićević, Ražnatović (MNE) |
| 2019. január 19. 15:30 | 1× 3×            | Jegyzőkönyv | 3× 1×    | Lanxess Arena, Köln Nézőszám: 13,267 Játékvezetők: Pavićević, Ražnatović (MNE) |

#### A 15. helyért
| 2019. január 20. 13:00 | Észak-Macedónia | 32–30       | Chile        | Lanxess Arena, Köln Nézőszám: 9,473 Játékvezetők: Pavićević, Ražnatović (MNE) |
| 2019. január 20. 13:00 | Lazarov 9       | (16–16)     | Feuchtmann 9 | Lanxess Arena, Köln Nézőszám: 9,473 Játékvezetők: Pavićević, Ražnatović (MNE) |
| 2019. január 20. 13:00 | 4× 1×           | Jegyzőkönyv | 5× 2×        | Lanxess Arena, Köln Nézőszám: 9,473 Játékvezetők: Pavićević, Ražnatović (MNE) |

#### A 13. helyért
| 2019. január 20. 15:30 | Oroszország | 28–34       | Katar           | Lanxess Arena, Köln Nézőszám: 12,781 Játékvezetők: Salah (SUI), Ražnatović (MNE) |
| 2019. január 20. 15:30 | Kovaljov 9  | (14–17)     | Benali, Marzo 8 | Lanxess Arena, Köln Nézőszám: 12,781 Játékvezetők: Salah (SUI), Ražnatović (MNE) |
| 2019. január 20. 15:30 | 7× 1×       | Jegyzőkönyv | 6× 1×           | Lanxess Arena, Köln Nézőszám: 12,781 Játékvezetők: Salah (SUI), Ražnatović (MNE) |

## Középdöntő

### 1. csoport
| Hely. | Csapat          | M | Gy | D | V | G+  | G–  | Gk  | P | Továbbjutás   |
| ----- | --------------- | - | -- | - | - | --- | --- | --- | - | ------------- |
| 1.    | Németország (R) | 5 | 4  | 1 | 0 | 136 | 116 | +20 | 9 | Elődöntők     |
| 2.    | Franciaország   | 5 | 3  | 1 | 1 | 133 | 122 | +11 | 7 | Elődöntők     |
| 3.    | Horvátország    | 5 | 3  | 0 | 2 | 124 | 117 | +7  | 6 | Az 5. helyért |
| 4.    | Spanyolország   | 5 | 2  | 0 | 3 | 147 | 136 | +11 | 4 | A 7. helyért  |
| 5.    | Brazília        | 5 | 2  | 0 | 3 | 128 | 149 | −21 | 4 |               |
| 6.    | Izland          | 5 | 0  | 0 | 5 | 122 | 150 | −28 | 0 |               |

1. 1 2  Spanyolország 36–24 Brazília

| 2019. január 19. 18:00 | Franciaország   | 33–30       | Spanyolország | Lanxess Arena, Köln Nézőszám: 18 121 Játékvezetők: Lars, Havard (NOR) |
| 2019. január 19. 18:00 | Fabregas, Mem 6 | (17–15)     | Solé 11       | Lanxess Arena, Köln Nézőszám: 18 121 Játékvezetők: Lars, Havard (NOR) |
| 2019. január 19. 18:00 | 4× 1× 0×        | Jegyzőkönyv | 4× 3× 0×      | Lanxess Arena, Köln Nézőszám: 18 121 Játékvezetők: Lars, Havard (NOR) |

| 2019. január 19. 20:30 | Németország | 24–19       | Izland       | Lanxess Arena, Köln Nézőszám: 19 250 Játékvezetők: Horáček, Novotný (CZE) |
| 2019. január 19. 20:30 | Fäth 6      | (14–10)     | Gunnarsson 6 | Lanxess Arena, Köln Nézőszám: 19 250 Játékvezetők: Horáček, Novotný (CZE) |
| 2019. január 19. 20:30 | 3× 1×       | Jegyzőkönyv | 6× 1×        | Lanxess Arena, Köln Nézőszám: 19 250 Játékvezetők: Horáček, Novotný (CZE) |

| 2019. január 20. 18:00 | Brazília  | 29–26       | Horvátország | Lanxess Arena, Köln Nézőszám: 15 227 Játékvezetők: Jørum, Kleven (NOR) |
| 2019. január 20. 18:00 | Langaro 9 | (17–13)     | Duvnjak 6    | Lanxess Arena, Köln Nézőszám: 15 227 Játékvezetők: Jørum, Kleven (NOR) |
| 2019. január 20. 18:00 | 4× 1×     | Jegyzőkönyv | 2× 1×        | Lanxess Arena, Köln Nézőszám: 15 227 Játékvezetők: Jørum, Kleven (NOR) |

| 2019. január 20. 20:30 | Izland    | 22–31       | Franciaország       | Lanxess Arena, Köln Nézőszám: 18 587 Játékvezetők: Kurtagic, Wetterwik (SWE) |
| 2019. január 20. 20:30 | Jónsson 5 | (11–15)     | Porte, Richardson 5 | Lanxess Arena, Köln Nézőszám: 18 587 Játékvezetők: Kurtagic, Wetterwik (SWE) |
| 2019. január 20. 20:30 | 2× 1×     | Jegyzőkönyv | 5× 1×               | Lanxess Arena, Köln Nézőszám: 18 587 Játékvezetők: Kurtagic, Wetterwik (SWE) |

| 2019. január 21. 18:00 | Spanyolország | 36–24       | Brazília          | Lanxess Arena, Köln Nézőszám: 17 209 Játékvezetők: Pavićević, Ražnatović (MNE) |
| 2019. január 21. 18:00 | Ariño, Solé 6 | (19–13)     | Langaro, Nantes 4 | Lanxess Arena, Köln Nézőszám: 17 209 Játékvezetők: Pavićević, Ražnatović (MNE) |
| 2019. január 21. 18:00 | 3× 1×         | Jegyzőkönyv | 2× 1×             | Lanxess Arena, Köln Nézőszám: 17 209 Játékvezetők: Pavićević, Ražnatović (MNE) |

| 2019. január 21. 20:30 | Horvátország      | 21–22       | Németország | Lanxess Arena, Köln Nézőszám: 19 250 Játékvezetők: Gjeding, Hansen (DEN) |
| 2019. január 21. 20:30 | Karačić, Štrlek 4 | (11–11)     | Wiede 6     | Lanxess Arena, Köln Nézőszám: 19 250 Játékvezetők: Gjeding, Hansen (DEN) |
| 2019. január 21. 20:30 | 4× 1×             | Jegyzőkönyv | 5× 1×       | Lanxess Arena, Köln Nézőszám: 19 250 Játékvezetők: Gjeding, Hansen (DEN) |

| 2019. január 23. 15:30 | Brazília  | 32–29       | Izland    | Lanxess Arena, Köln Nézőszám: 11 027 Játékvezetők: Jørum, Kleven (NOR) |
| 2019. január 23. 15:30 | Langaro 9 | (15–15)     | Jónsson 7 | Lanxess Arena, Köln Nézőszám: 11 027 Játékvezetők: Jørum, Kleven (NOR) |
| 2019. január 23. 15:30 | 3× 1×     | Jegyzőkönyv | 2× 1×     | Lanxess Arena, Köln Nézőszám: 11 027 Játékvezetők: Jørum, Kleven (NOR) |

| 2019. január 23. 18:00 | Franciaország | 20–23       | Horvátország | Lanxess Arena, Köln Nézőszám: 17 191 Játékvezetők: Horáček, Novotný (CZE) |
| 2019. január 23. 18:00 | Richardson 5  | (11–11)     | Horvat 7     | Lanxess Arena, Köln Nézőszám: 17 191 Játékvezetők: Horáček, Novotný (CZE) |
| 2019. január 23. 18:00 | 1×            | Jegyzőkönyv | 2× 1×        | Lanxess Arena, Köln Nézőszám: 17 191 Játékvezetők: Horáček, Novotný (CZE) |

| 2019. január 23. 20:30 | Németország | 31–30       | Spanyolország | Lanxess Arena, Köln Nézőszám: 19 250 Játékvezetők: Kurtagic, Wetterwik (SWE) |
| 2019. január 23. 20:30 | Böhm 5      | (17–16)     | Solé 8        | Lanxess Arena, Köln Nézőszám: 19 250 Játékvezetők: Kurtagic, Wetterwik (SWE) |
| 2019. január 23. 20:30 | 3× 2×       | Jegyzőkönyv | 3× 1×         | Lanxess Arena, Köln Nézőszám: 19 250 Játékvezetők: Kurtagic, Wetterwik (SWE) |

### 2. csoport
| Hely. | Csapat       | M | Gy | D | V | G+  | G–  | Gk  | P  | Továbbjutás   |
| ----- | ------------ | - | -- | - | - | --- | --- | --- | -- | ------------- |
| 1.    | Dánia (R)    | 5 | 5  | 0 | 0 | 147 | 116 | +31 | 10 | Elődöntők     |
| 2.    | Norvégia     | 5 | 4  | 0 | 1 | 157 | 135 | +22 | 8  | Elődöntők     |
| 3.    | Svédország   | 5 | 3  | 0 | 2 | 148 | 137 | +11 | 6  | Az 5. helyért |
| 4.    | Egyiptom     | 5 | 1  | 1 | 3 | 132 | 138 | −6  | 3  | A 7. helyért  |
| 5.    | Magyarország | 5 | 1  | 1 | 3 | 134 | 144 | −10 | 3  |               |
| 6.    | Tunézia      | 5 | 0  | 0 | 5 | 113 | 161 | −48 | 0  |               |

1. 1 2  Magyarország 30–30 Egyiptom

| 2019. január 19. 18:00 | Tunézia  | 23–35       | Svédország        | Jyske Bank Boxen, Herning Nézőszám: 14 153 Játékvezetők: Gjorgji, Slave (MKD) |
| 2019. január 19. 18:00 | Sanai 6  | (14–19)     | Ekberg, Nilsson 7 | Jyske Bank Boxen, Herning Nézőszám: 14 153 Játékvezetők: Gjorgji, Slave (MKD) |
| 2019. január 19. 18:00 | 2× 2× 0× | Jegyzőkönyv | 3× 1× 0×          | Jyske Bank Boxen, Herning Nézőszám: 14 153 Játékvezetők: Gjorgji, Slave (MKD) |

| 2019. január 19. 20:30 | Dánia    | 25–22       | Magyarország | Jyske Bank Boxen, Herning Nézőszám: 15 001 Játékvezetők: Schulze, Tonnies (GER) |
| 2019. január 19. 20:30 | Hansen 7 | (15–10)     | Szita 5      | Jyske Bank Boxen, Herning Nézőszám: 15 001 Játékvezetők: Schulze, Tonnies (GER) |
| 2019. január 19. 20:30 | 6× 1× 0× | Jegyzőkönyv | 4× 2× 0×     | Jyske Bank Boxen, Herning Nézőszám: 15 001 Játékvezetők: Schulze, Tonnies (GER) |

| 2019. január 20. 18:00 | Magyarország | 26–21       | Tunézia            | Jyske Bank Boxen, Herning Nézőszám: 2605 Játékvezetők: Santos, Fonseca (POR) |
| 2019. január 20. 18:00 | Balogh 9     | (16–14)     | Boughanmi, Sanai 5 | Jyske Bank Boxen, Herning Nézőszám: 2605 Játékvezetők: Santos, Fonseca (POR) |
| 2019. január 20. 18:00 | 6× 1×        | Jegyzőkönyv | 6× 3×              | Jyske Bank Boxen, Herning Nézőszám: 2605 Játékvezetők: Santos, Fonseca (POR) |

| 2019. január 20. 20:30 | Norvégia        | 32–28       | Egyiptom          | Jyske Bank Boxen, Herning Nézőszám: 3643 Játékvezetők: López, Sabroso (ESP) |
| 2019. január 20. 20:30 | Rød, Sagosen 10 | (16–14)     | el-Ahmar, Sanad 4 | Jyske Bank Boxen, Herning Nézőszám: 3643 Játékvezetők: López, Sabroso (ESP) |
| 2019. január 20. 20:30 | 4× 1×           | Jegyzőkönyv | 5× 1×             | Jyske Bank Boxen, Herning Nézőszám: 3643 Játékvezetők: López, Sabroso (ESP) |

| 2019. január 21. 18:00 | Svédország          | 27–30       | Norvégia  | Jyske Bank Boxen, Herning Nézőszám: 11 600 Játékvezetők: Santos, Fonseca (POR) |
| 2019. január 21. 18:00 | A. Nilsson, Wanne 5 | (14–17)     | Jøndal 11 | Jyske Bank Boxen, Herning Nézőszám: 11 600 Játékvezetők: Santos, Fonseca (POR) |
| 2019. január 21. 18:00 | 5× 2×               | Jegyzőkönyv | 6× 2×     | Jyske Bank Boxen, Herning Nézőszám: 11 600 Játékvezetők: Santos, Fonseca (POR) |

| 2019. január 21. 20:30 | Egyiptom       | 20–26       | Dánia                  | Jyske Bank Boxen, Herning Nézőszám: 13 237 Játékvezetők: Gubica, Milošević (CRO) |
| 2019. január 21. 20:30 | Zeinelabedin 6 | (7–9)       | Hansen, Zachariassen 5 | Jyske Bank Boxen, Herning Nézőszám: 13 237 Játékvezetők: Gubica, Milošević (CRO) |
| 2019. január 21. 20:30 | 4× 2×          | Jegyzőkönyv | 5× 2×                  | Jyske Bank Boxen, Herning Nézőszám: 13 237 Játékvezetők: Gubica, Milošević (CRO) |

| 2019. január 23. 15:30 | Tunézia     | 23–30       | Egyiptom | Jyske Bank Boxen, Herning Nézőszám: 4924 Játékvezetők: Nacsevszki, Nikolov (MKD) |
| 2019. január 23. 15:30 | Boughanmi 6 | (10–15)     | Omar 7   | Jyske Bank Boxen, Herning Nézőszám: 4924 Játékvezetők: Nacsevszki, Nikolov (MKD) |
| 2019. január 23. 15:30 | 3× 2×       | Jegyzőkönyv | 3× 1×    | Jyske Bank Boxen, Herning Nézőszám: 4924 Játékvezetők: Nacsevszki, Nikolov (MKD) |

| 2019. január 23. 18:00 | Norvégia      | 35–26       | Magyarország | Jyske Bank Boxen, Herning Nézőszám: 13 815 Játékvezetők: Schulze, Tönnies (GER) |
| 2019. január 23. 18:00 | Jøndal, Rød 7 | (16–13)     | Balogh 11    | Jyske Bank Boxen, Herning Nézőszám: 13 815 Játékvezetők: Schulze, Tönnies (GER) |
| 2019. január 23. 18:00 | 4× 1×         | Jegyzőkönyv | 4× 1×        | Jyske Bank Boxen, Herning Nézőszám: 13 815 Játékvezetők: Schulze, Tönnies (GER) |

| 2019. január 23. 20:30 | Dánia       | 30–26       | Svédország  | Jyske Bank Boxen, Herning Nézőszám: 15 002 Játékvezetők: López, Ramírez (ESP) |
| 2019. január 23. 20:30 | M. Hansen 6 | (13–13)     | Tollbring 8 | Jyske Bank Boxen, Herning Nézőszám: 15 002 Játékvezetők: López, Ramírez (ESP) |
| 2019. január 23. 20:30 | 4× 2×       | Jegyzőkönyv | 4× 1×       | Jyske Bank Boxen, Herning Nézőszám: 15 002 Játékvezetők: López, Ramírez (ESP) |

## Egyenes kieséses szakasz

### Elődöntők
| 2019. január 25. 17:30 | Dánia     | 38–30       | Franciaország | Barclaycard Arena, Hamburg Nézőszám: 12 500 Játékvezetők: Gubica, Milošević (CRO) |
| 2019. január 25. 17:30 | Hansen 12 | (21–15)     | Mahé 8        | Barclaycard Arena, Hamburg Nézőszám: 12 500 Játékvezetők: Gubica, Milošević (CRO) |
| 2019. január 25. 17:30 | 3×        | Jegyzőkönyv | 4× 2×         | Barclaycard Arena, Hamburg Nézőszám: 12 500 Játékvezetők: Gubica, Milošević (CRO) |

| 2019. január 25. 20:30 | Németország  | 25–31       | Norvégia | Barclaycard Arena, Hamburg Nézőszám: 12 500 Játékvezetők: Horáček, Novotný (CZE) |
| 2019. január 25. 20:30 | Gensheimer 7 | (12–14)     | Rød 7    | Barclaycard Arena, Hamburg Nézőszám: 12 500 Játékvezetők: Horáček, Novotný (CZE) |
| 2019. január 25. 20:30 | 7× 1×        | Jegyzőkönyv | 3× 1×    | Barclaycard Arena, Hamburg Nézőszám: 12 500 Játékvezetők: Horáček, Novotný (CZE) |

### A 7. helyért
| 2019. január 26. 17:30 | Spanyolország | 36–31       | Egyiptom   | Jyske Bank Boxen, Herning Nézőszám: 5318 Játékvezetők: Gjeding, Hansen (DEN) |
| 2019. január 26. 17:30 | Cañellas 9    | (17–18)     | el-Ahmar 7 | Jyske Bank Boxen, Herning Nézőszám: 5318 Játékvezetők: Gjeding, Hansen (DEN) |
| 2019. január 26. 17:30 | 3× 1×         | Jegyzőkönyv | 3× 1×      | Jyske Bank Boxen, Herning Nézőszám: 5318 Játékvezetők: Gjeding, Hansen (DEN) |

### Az 5. helyért
| 2019. január 26. 20:30 | Horvátország | 28–34       | Svédország | Jyske Bank Boxen, Herning Nézőszám: 6075 Játékvezetők: Schulze, Tönnies (GER) |
| 2019. január 26. 20:30 | Stepančić 5  | (13–16)     | Ekberg 6   | Jyske Bank Boxen, Herning Nézőszám: 6075 Játékvezetők: Schulze, Tönnies (GER) |
| 2019. január 26. 20:30 | 3× 1×        | Jegyzőkönyv | 2× 2×      | Jyske Bank Boxen, Herning Nézőszám: 6075 Játékvezetők: Schulze, Tönnies (GER) |

### Bronzmérkőzés
| 2019. január 27. 14:30 | Németország  | 25–26       | Franciaország | Jyske Bank Boxen, Herning Nézőszám: 14,121 Játékvezetők: Santos, Fonseca (POR) |
| 2019. január 27. 14:30 | Gensheimer 7 | (13–9)      | Mahé 7        | Jyske Bank Boxen, Herning Nézőszám: 14,121 Játékvezetők: Santos, Fonseca (POR) |
| 2019. január 27. 14:30 | 6× 2× 1×     | Jegyzőkönyv | 4× 3×         | Jyske Bank Boxen, Herning Nézőszám: 14,121 Játékvezetők: Santos, Fonseca (POR) |

### Döntő
| 2019. január 27. 17:30 | Norvégia | 22–31       | Dánia    | Jyske Bank Boxen, Herning Nézőszám: 15 003 Játékvezetők: Gubica, Milošević (CRO) |
| 2019. január 27. 17:30 | Jøndal 9 | (11–18)     | Hansen 7 | Jyske Bank Boxen, Herning Nézőszám: 15 003 Játékvezetők: Gubica, Milošević (CRO) |
| 2019. január 27. 17:30 | 3× 1×    | Jegyzőkönyv | 3× 1×    | Jyske Bank Boxen, Herning Nézőszám: 15 003 Játékvezetők: Gubica, Milošević (CRO) |

| A 2019-es férfi kézilabda-világbajnokság győztese |
| ------------------------------------------------- |
| · Dánia · 1. cím                                  |

## Végeredmény
|  | Részvételi jogot szerzett a 2020. évi nyári olimpiai játékokra |
|  | Részvételi jogot szerzett az olimpiai selejtezőtornára         |

| Helyezés  | Csapat          |
| --------- | --------------- |
| Aranyérem | Dánia           |
| Ezüstérem | Norvégia        |
| Bronzérem | Franciaország   |
| 4.        | Németország     |
| 5.        | Svédország      |
| 6.        | Horvátország    |
| 7.        | Spanyolország   |
| 8.        | Egyiptom        |
| 9.        | Brazília        |
| 10.       | Magyarország    |
| 11.       | Izland          |
| 12.       | Tunézia         |
| 13.       | Katar           |
| 14.       | Oroszország     |
| 15.       | Észak-Macedónia |
| 16.       | Chile           |
| 17.       | Argentína       |
| 18.       | Szerbia         |
| 19.       | Ausztria        |
| 20.       | Bahrein         |
| 21.       | Szaúd-Arábia    |
| 22.       | Korea           |
| 23.       | Angola          |
| 24.       | Japán           |

## Díjak
A torna All-Star-csapatát és az MVP-díj győztesét a döntőt követően hirdették ki.

### All-Star-csapat
| Poszt      | Játékos                |
| ---------- | ---------------------- |
| Kapus      | Niklas Landin Jacobsen |
| Jobbszélső | Ferrán Solé            |
| Jobbátlövő | Fabian Wiede           |
| Irányító   | Rasmus Lauge Schmidt   |
| Balátlövő  | Sander Sagosen         |
| Balszélső  | Magnus Jøndal          |
| Beálló     | Bjarte Myrhol          |
| MVP-díj    | Mikkel Hansen          |

## Statisztika
| # | Név                  | Csapat          | Gól | Lövés | %  |
| - | -------------------- | --------------- | --- | ----- | -- |
| 1 | Mikkel Hansen        | Dánia           | 72  | 108   | 67 |
| 2 | Magnus Jøndal        | Norvégia        | 59  | 68    | 87 |
| 3 | Ferrán Solé          | Spanyolország   | 58  | 68    | 85 |
| 4 | Uwe Gensheimer       | Németország     | 56  | 75    | 75 |
| 5 | Sander Sagosen       | Norvégia        | 51  | 87    | 59 |
| 6 | Kiril Lazarov        | Észak-Macedónia | 48  | 74    | 65 |
| 7 | Juszef Benali        | Katar           | 46  | 61    | 75 |
| 7 | Erwin Feuchtmann     | Chile           | 46  | 69    | 67 |
| 9 | Rasmus Lauge Schmidt | Dánia           | 44  | 63    | 70 |
| 9 | Kentin Mahé          | Franciaország   | 44  | 64    | 69 |

| # | Név                    | Csapat          | %  | Védés | Kapott lövés |
| - | ---------------------- | --------------- | -- | ----- | ------------ |
| 1 | Espen Christensen      | Norvégia        | 38 | 51    | 126          |
| 1 | Niklas Landin Jacobsen | Dánia           | 38 | 84    | 223          |
| 1 | Ivan Stevanović        | Horvátország    | 38 | 34    | 90           |
| 4 | Mikael Appelgren       | Svédország      | 37 | 64    | 174          |
| 4 | Borko Risztovszki      | Észak-Macedónia | 37 | 47    | 126          |
| 6 | Andreas Palicka        | Svédország      | 36 | 61    | 170          |
| 7 | Jannick Green          | Dánia           | 35 | 43    | 122          |
| 7 | Andreas Wolff          | Németország     | 35 | 79    | 223          |
| 9 | Vincent Gérard         | Franciaország   | 34 | 86    | 252          |
| 9 | Viktor Kirejev         | Oroszország     | 34 | 57    | 170          |

## Közvetítés
Televíziós közvetítések országonként:
- AUT – ORF
- BLR – Sport1/Sport2
- BIH – Arena Sport
- BUL – BNT
- CRO – RTL
- CYP – CYTA
- DEN – DR, TV 2
- EST – Sport1/Sport2
- FIN – Viasat
- FRA – beIN Sports, TF1
- Grúzia – Silknet
- GER – ARD, ZDF, Eurosport, RTL, Sky, Welt, Sportdeutschland.TV
- HUN – M4 Sport
- ISL – RÚV
- IRL – FreeSports
- ISR – Charlton Ltd.
- ITA – pallamano.tv
- LAT – Sport1/Sport2
- LTU – Sport1/Sport2
- MKD – MKRTV, Arena Sport
- MDA – Sport1/Sport2
- MNE – Arena Sport
- NED – Ziggo
- NOR – TV3 Norge, Viasat
- POL - Eurosport
- POR – Sport TV
- ROU – Telekom Romania, Digi Sport
- RUS – Match TV
- SRB – Arena Sport, RTS
- SVK - Pragosport
- SVN – Šport TV
- SUI – TV24
- ESP – TVE
- SWE – TV3, Viasat NENT
- UKR – Sport1/Sport2
- UK –  FreeSports
- EGY – Presentation EG
- ANG - Kwesé Sports
- USA – Olympic Channel, NBCSN
- ARG – DirecTV (Dél- és Közép-amerikai országok részére)
- CHI - DirecTV
- KOR – JCBG